# Rhynchium fukaii
Rhynchium fukaii är en stekelart som beskrevs av Cameron 1911. Rhynchium fukaii ingår i släktet Rhynchium och familjen Eumenidae. Inga underarter finns listade i Catalogue of Life.